# 三方原村
三方原村（みかたはらむら）は静岡県の西部、敷知郡・浜名郡に属していた村である。現在の浜松市中央区北部にあたる。

## 歴史
- 1880年（明治13年） - 三方原に三方原村が起立。
- 1889年（明治22年）4月1日 - 町村制の施行により、近世以来の三方原村が単独で自治体を形成し、敷知郡三方原村が発足。
- 1896年（明治29年）4月1日 - 郡制の施行により所属郡が浜名郡に変更。
- 1954年（昭和29年）7月1日 - 浜松市に編入。同日三方原村廃止。
- 2007年（平成19年）4月1日 - 浜松市が政令指定都市に移行し、旧村域は北区の所属となる。
- 2024年（令和6年）1月1日 - 浜松市の行政区再編に伴い、旧村域が中央区となる。旧北区域の大部分が浜名区に所属したが、旧本村域のみ中央区の所属となった。

## 交通

### 鉄道路線
- 遠州鉄道
  - 奥山線
    - 曳馬野駅 - 三方原駅 - 豊岡駅 - 都田口駅